# Véronique Bizot
Véronique Bizot (geboren 1958 in Paris) ist eine französische Schriftstellerin. 

## Leben
Véronique Bizot arbeitet als Journalistin in Paris. Als Schriftstellerin hat sie erst in mittleren Jahren begonnen zu veröffentlichen und hat für ihre Romane eine freundliche Aufmerksamkeit und zunächst kleinere Literaturpreise in Frankreich und Belgien erringen können: den Prix Renaissance de la nouvelle im Jahr 2006, den Grand prix du Roman de la SGDL und den Prix Lilas im Jahr 2010 sowie im Jahr 2011 den Prix du style. Mit zweien ihrer Romane Un avenir (2011) sowie Âme qui vive (2014) stand Véronique Bizot war auf der Shortlist des Prix Médicis. 
Ihre kurz gehaltenen Werke liegen zwischen der Novelle und dem Roman. Die Erzählungen in ihrem Band Die Heimsucher (französisch: Les Sangliers) täuschen auf ruhige und unverdächtige Weise zunächst Normalität vor, bis die beschriebene Welt plötzlich ihre unübersehbaren Merkwürdigkeiten zeigt. 

## Medienresonanz
Die Frankfurter Allgemeine Zeitung würdigt Meine Krönung als "fabelhaftes kleines Buch" und schreibt zu Menschenseele: "In dieser Sprache liegt Hoffnung." Le Figaro schreibt zu Eine Zukunft: "Aus einer üppigen Sprache formt Véronique Bizot einen luziden Roman. Schmal, aber bewegend, voller komischer Abschweifungen, glücklich und verrückt. Zum Reinbeißen!"

## Werke
- Les Sangliers. Paris : Éditions Stock, 2005 ISBN 978-2-234-05783-8
  - Die Heimsucher. Übersetzung Tobias Scheffel und Claudia Steinitz. Göttingen : Steidl, 2015, ISBN 978-3-86930-942-2
- Les Jardiniers. Arles : Actes Sud 2008 ISBN 978-2-7427-7334-3.
- Mon couronnement. Arles : Actes Sud, 2010  ISBN 978-2-7427-8803-3.
  - Meine Krönung. Übersetzung Tobias Scheffel und Claudia Steinitz. Göttingen : Steidl, 2011 ISBN 3-869302305.
- Un avenir. Arles : Actes Sud, 2011 ISBN 978-2-7427-9951-0.
  - Eine Zukunft. Roman. Übersetzung Tobias Scheffel und Claudia Steinitz. Göttingen : Steidl, 2012, ISBN 3869305118.
- Âme qui vive. Arles : Actes Sud, 2014, ISBN 978-2-330-02946-3.
  - Menschenseele. Roman. Übersetzung Tobias Scheffel und Claudia Steinitz. Göttingen : Steidl, 2016 ISBN 978-3-95829-136-2.
- Une île. Arles : Actes Sud, 2014